# Тудхалія I
Тудхалія I (д/н— бл. 1710 до н. е.) — великий цар (руба'ум рабі'ум) Раннього хеттського царства.

## Життєпис
Походження виклає дискусію. За різними версіями Тудхалія був одним з молодших синів великого царя Анітти, нащадком Хуції, царя (руба'ум) Цальпи, або сином доньки Анітти. В часи кінця правління Анітти і початку Перуви ймовірно був намісником важливого міста Куссари. Після повалення Перуви царем Зуззу став служити останньому, отримав титул раб шаке (головний виночерпій), що надавався лише представникам царського роду.
Близько 1740 року до н. е. зумів повалити Зуззу або скористався його загибеллю. Стосовно того, чи став Тудхалія I новим великим царем відсутні достеменні підтвердження. Можливо на цей час ранньохеттська держава розпалася, а наступні десятиріччя Тудхалія I витратив на відновлення кордонів часів Анітти. Тому його часто не розглядають як царя хеттів. Його столицею було місто Куссар, звідки перші царі хеттів  почали завоювання Малої Азії.
Висловлюється гіпотеза, що основним суперником Тудхалії I був Кантуціллі, що мав якісь права на загальнохеттський трон. Помер Тудхалія I близько 1710 року до н. е. Йому спадкував Пухасума, якого загалом вважають сином Тудхалії.